# Городище-Пустоварівське
Городище-Пустоварівське — село в Україні, у Володарській селищній громаді Білоцерківського району Київської області Київської області. Населення становить 1110 осіб.

## Історія
Вперше згадується 1704 року як Городище. Сучасна назва використовується з 1844 року, коли поміщиком Підгорським із села Пустоварівка було перенесено винокурний завод і на його базі 1856 року засновано цукровий завод. Сюди переїхали робітники з родинами, відтоді Городище стало Городище-Пустоварівське.
Впродовж кінця 19–початку 20 ст. формується комплекс водяних млинів на річці Рось (З 1891 року), хоча греблю було споруджено ще 1870 року, а склад на березі — у 1856-58 роках.
1926 року у селі мешкало 1119 осіб, було 259 дворів. Діяли початкова школа, лікарня, амбулаторія, клуб, бібліотека.
З 17 липня 1941 по 31 грудня 1943 року було окуповане нацистськими військами. До Німеччини на примусові роботи було вивезено 38 осіб.
1971 року було збудовано нове приміщення школи, а 1986 року-лікарню. 1998 року село газифіковане.
Сьогодні основним підприємством села є Городище-Пустоварівський цукровий завод, також діючим залишається водяний млин (також функціонує олійня). Село омиває річка Рось.
Діють школа та центр розвитку дитини, лікарня, будинок культури, бібліотека, відділення Ощадбанку, ветеринарна аптека, 6 магазинів, кафе, перукарня.

## Пам'ятки архітектури

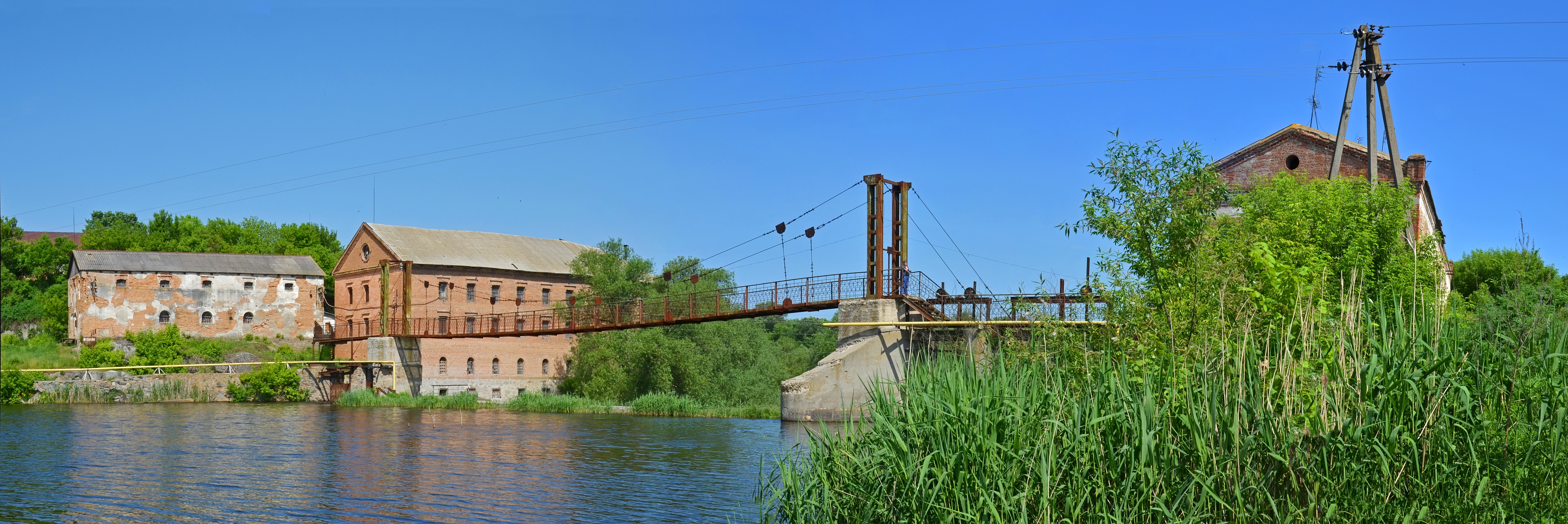
Комплекс виробничих споруд, між селами Щербаки Білоцерківського і Городище-Пустоварівське Володарського районів

Комплекс виробничих споруд (млини) (1891—1970):
- Пароводяний вальцьовий млин (1891,1897)
- Гребля з шлюзом (1870,1898)
- Складська споруда (1856—1858)
- Складська споруда (комора) (1891)
- Підпірні стіни терас правого та лівого берегів р. Рось (сер. XIX ст.)
- Вантовий (підвісний) місток (1970).

Мають статус пам'яток архітектури та науки і техніки місцевого значення.